# Punch créole
Punch créole (Rum Punch) est un roman de l'écrivain de westerns et de polars américain Elmore Leonard. Le roman est sorti en 1992 aux États-Unis, et la version française est parue chez Payot & Rivages en 1994. 

## Résumé
Jackie Burke est hôtesse de l'air pour une petite compagnie aérienne, Islands Air. Pour « arrondir ses fins de mois », elle convoie de l'argent pour Ordell Robbie, trafiquant d'armes dans le viseur de deux agents fédéraux : Ray Nicolet, de l'ATF (bureau des Alcools, du Tabac et des Armes à feu du Trésor public), et Faron Tyler, du FDLE (Florida Department of Law Enforcement). Quand Jackie se fait prendre à l'aéroport avec cinquante mille dollars et une quarantaine de grammes de poudre, son avenir se trouve très compromis. Soit elle donne Ordell Robbie, soit elle se tait et en prend pour cinq ans. Mais Max Cherry, qui travaille au département des cautions de la compagnie Glades Mutual de Miami, qui est aussi engagé par Robbie pour payer sa caution, est séduit par Jackie Burke, qui échafaude un plan afin de s'extraire du joug des fédéraux et de soustraire les cinq cent mille dollars de Robbie, issus de ses ventes d'armes.

## Adaptation à l'écran
Punch créole a donné lieu à une adaptation cinématographique sous le titre de Jackie Brown, réalisée par Quentin Tarantino, avec Pam Grier dans le rôle de Jackie. Même si l'adaptation n'en est pas la stricte copie conforme, l'esprit du roman est toutefois respecté. Les personnages principaux et secondaires, leurs signes distinctifs et leurs traits de caractère sont conservés. À noter cependant la liberté prise par Tarantino quant au personnage de Jackie : dans le roman, elle s'appelle Jackie Burke, est blanche, ses cheveux sont courts et châtains, alors qu'elle se nomme Jackie Brown et est noire dans le film. Dans le film, l'intrigue se déroule globalement autour de Los Angeles et non à Miami comme dans le roman.

## Commentaire
Ordell Robbie et Louis Gara apparaissent dans Punch créole. Ces deux personnages étaient déjà apparus dans un autre roman d'Elmore Leonard, La Joyeuse Kidnappée (The Switch, 1978). Ce roman est adapté pour le film Life of Crime sorti en 2014.